# Anna Wassiljewna Karejewa
Anna Wassiljewna Karejewa (russisch Анна Васильевна Кареева, wiss. Transliteration Anna Vasil'evna Kareeva; * 10. Mai 1977 in Maikop, Sowjetunion) ist eine ehemalige russische Handballspielerin, die für die russische Nationalmannschaft auflief.

## Karriere

### Im Verein
Karejewa lief anfangs in ihrer Geburtsstadt für AGU-Adyif auf. In der Saison 1998/99 stand sie beim russischen Europapokalteilnehmer GK A-Elista Krasnodar unter Vertrag. Anschließend kehrte die Rückraumspielerin nach Maikop zurück. Nachdem Karejewa zu Beginn der Saison 2001/02 noch für AGU-Adyif gespielt hatte, wechselte sie im November 2001 zu GK Lada Toljatti. Mit Lada gewann sie 2002, 2003 und 2004 die russische Meisterschaft sowie 2002 den Europapokal der Pokalsieger.
Karejewa wechselte im Sommer 2004 zum dänischen Erstligisten GOG. Mit GOG gewann sie 2005 den dänischen Pokal. Im Finale war Karejewa mit sechs Treffern die torgefährlichste Spielerin ihrer Mannschaft. Zwischen 2006 und 2008 spielte sie für den russischen Erstligisten Swesda Swenigorod. Mit Swesda gewann sie 2007 die russische Meisterschaft, 2007 den EHF-Pokal sowie 2008 die EHF Champions League.

### In der Nationalmannschaft
Karejewa gehörte dem Kader der russischen Juniorinnenauswahl an, mit der sie bei der U-19-Europameisterschaft 1996 die Bronzemedaille und bei der U-20-Weltmeisterschaft 1997 die Silbermedaille gewann. Ab dem Jahr 1998 gehörte sie dem Kader der russischen A-Nationalmannschaft an. Mit der Bronzemedaille bei der Europameisterschaft 2000 gelang ihr der erste Medaillengewinn. Ein Jahr später feierte sie bei der Weltmeisterschaft 2001 den Titelgewinn. Sie trug 32 Treffer zum Erfolg bei. Weiterhin gewann sie bei der Weltmeisterschaft 2005 die Goldmedaille, bei der Europameisterschaft 2006 die Silbermedaille, bei der Weltmeisterschaft 2007 die Goldmedaille sowie bei den Olympischen Spielen 2008 die Silbermedaille. Bei den Olympischen Spielen 2008 zog sich Karejewa im Vorrundenspiel gegen Brasilien eine schwere Knieverletzung zu, die eine weitere Teilnahme am Turnier verhinderte. Diese Partie war zugleich das letzte Spiel ihrer Karriere.